# Curuzza nigrofasciata
Curuzza nigrofasciata är en fjärilsart som beskrevs av George Francis Hampson 1892. Curuzza nigrofasciata ingår i släktet Curuzza och familjen tandspinnare. Inga underarter finns listade i Catalogue of Life.